# Santa Cruz (São Tomé und Príncipe)
Santa Cruz ist ein kleines Dorf im Südosten der Insel São Tomé im Mé-Zóchi-Distrikt in São Tomé und Príncipe. Das Dorf befindet sich etwa zehn Kilometer südwestlich der Hauptstadt São Tomé. Nach offiziellen Schätzungen hatte Santa Cruz 2008 etwa 30 Einwohner. In Santa Cruz gibt es eine Schule, eine Kirche und einen Marktplatz.